# Bio-FET

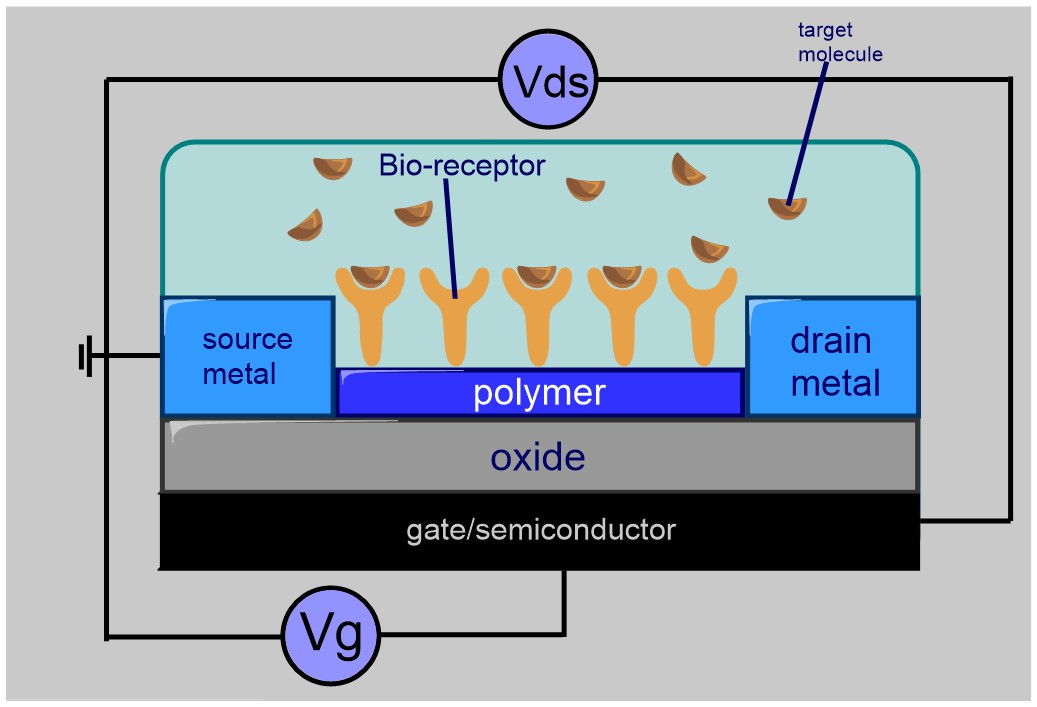
Cấu trúc một Bio-FET điển hình

Transistor hiệu ứng trường cảm biến sinh học, viết tắt theo tiếng Anh là Bio-FET hoặc BioFET (biosensor field-effect transistor) là loại MOSFET có cực gate được kích hoạt bởi những thay đổi trong điện thế bề mặt gây ra bởi liên kết của các phân tử. Khi các phân tử tích điện, chẳng hạn như phân tử sinh học, liên kết với chất điện môi vật liệu ở vị trí cổng gate của FET, thì điện thế này thay đổi sự phân bố điện tích của vật liệu bán dẫn bên dưới dẫn đến sự thay đổi độ dẫn của kênh FET. Nhờ đó Bio-FET thực hiện chức năng cảm biến điện thế liên kết phân tử thành dòng điện qua FET.
Một số văn liệu gọi linh kiện bằng tên cảm biến sinh học hiệu ứng trường, viết tắt là FEB (field-effect biosensor), hay biosensor MOSFET.
Bio-FET bao gồm hai ngăn chính: một ngăn là phần tử nhận dạng sinh học và ngăn còn lại là transistor hiệu ứng trường. Cấu trúc Bio-FET phần lớn dựa trên transistor hiệu ứng trường nhạy cảm ion (ISFET), một loại MOSFET trong đó cực cổng (gate) kim loại được thay thế bằng màng nhạy ion, dung dịch điện ly và điện cực tham chiếu.